# Varroaérzékeny higiénia
A varroaérzékeny higiénia a Varroa-atkával való együttéléshez alkalmazkodott méhfajok egyik védekezési módszere az atkával szemben. Lényege, hogy a méhek észreveszik, ha valamelyik 17-18 napos, azaz lila szem stádiumban levő bábok atkával fertőzöttek. Az ilyen sejteket egy dolgozó kinyitja, néhány másik pedig kiveszi belőle a bábot, és kidobja a kaptárból, a rajta levő atkacsaláddal együtt. A viselkedés korlátja, hogy ha csak az anyaatka vagy csak fiatal, ivarérés előtt álló atkák vannak a sejtben, akkor a méhek nem veszik észre, és nem dobják ki. Hátránya, hogy a fiasítás sörétes lesz, amivel veszítünk egy fontos diagnosztikai eszközt betegségek, például a nyúlós költésrothadás észlelésére. A gyorsabban fejlődő méhfajoknál és fajtáknál nem probléma az atka, mert nem tud időben kifejlődni.
A méheknél más védekezési módok is előfordulnak, például a paraziták leharapása.

## Genetikája
A viselkedésmód erősségét két gén határozza meg. Mindkét génnek két allélja van, egy alacsony és egy magas értékű. Az allélok öröklődése köztesnek vagy kodominánsnak tekinthető, mivel értékeik összeadódnak, egy alacsonyból és egy magasból közepes érték lesz. Tehát ha az alacsony érték erőssége 0, a magasé 1, akkor két alacsony erőssége 0, egy alacsony és egy magas erőssége 1, két magas erőssége 2. A két gén összeadódó génkölcsönhatásban áll egymással, tehát az általuk megadott erősség összeadódik. Így ha mindegyik allél magas, akkor az erősség 4, ha mindegyik alacsony, akkor az erősség 0.

## Vizsgálata
A méhek higiéniás viselkedését tűteszttel vizsgálják. Kijelölnek egy 10 x 10-es paralelogramma tartományt a fedett fiasításban, és az abban levő fiasítást tűszúrással elpusztítják. A varroaérzékeny higiénia jobb általános higiéniát is jelent, de fordítva ez nem bizonyítja a család jobb atkarezisztenciáját. Hogy a család valóban varroaérzékeny higiéniájú, arról szúrópróbaszerű mintavétellel kell meggyőződni, amit a röviddel kelés előtt álló bábok köréből kell venni.

## Tenyésztése
A keleti mézelő méh már régóta együtt él a méhatkával, és mindegyik családja többé-kevésbé mutatja ezt a viselkedést. Német kezdeményezéssel a házi méh több fajtájánál, mint a krajnai, az olasz és a buckfast méheknél kitenyésztettek varroaérzékeny higiéniás törzseket.
A tenyésztési program az 1990-es évekre nyúlik vissza, amikor amerikai kutatók, John Harbo Jeffrey és Harris Völker találtak néhány méhcsaládot, amiben az atkák lényegesen lassabban szaporodtak, mint más családokban. Csak később figyelték meg, hogy ennek oka a varroaérzékeny viselkedésminta.

## Alternatív védekezési módok
A méhek egy alternatív védekezési módja a paraziták leharapása, elpusztítása. Tenyészprogramot is lehetne erre alapozni, de ahhoz az elpusztított atkákat alaposabban kellene vizsgálni, például mikroszkóp alatt. Az orosz méh is így védekezik az atka ellen, de kimutatták vadon élő házi méheknél is.
A varroaérzékeny higiéniájú családokban is tisztogatják egymást a méhek; távozáskor, illetve érkezéskor szedik a távozóról, illetve érkezőről az atkát, és kidobják a kaptárból.
A rajzás már önmagában is az atkák számának viszonylagos csökkenését eredményezi, mert a fiasítás hetekig szünetel, amíg fel nem nő az új anya.
A vadonban élő méheknél is megtalálták a rezisztenciát. Az Amerikai Egyesült Államokban végzett kutatások szerint amikor megjelent az atka, csak kevés család élt túl. A jelenlegi népesség ezek utóda. A rajok az első telet 20%-os valószínűséggel élik túl, a következőket 80%-kal, és átlagosan évi egy rajt eresztenek. Trópusi szigeteken, mint Antigua és Barbados élő vadméheket még nem tanulmányoztak ebből a szempontból.